# Noegus trilineatus
Noegus trilineatus is een spinnensoort in de taxonomische indeling van de springspinnen (Salticidae).
Het dier behoort tot het geslacht Noegus. De wetenschappelijke naam van de soort werd voor het eerst geldig gepubliceerd in 1940 door Cândido Firmino de Mello-Leitão.